# علي أكبرلو (شبستر)
علي أکبرلو هي قرية في مقاطعة شبستر، إيران. عدد سكان هذه القرية هو 746 في سنة 2006.